# 木斯塘县
木斯塘县（羅馬化：Mustang Jilla，又译莫斯坦；藏語：སྨོན་ཐང，威利转写：smon thang），是尼泊尔甘达基省的县，面积3571平方公里，人口約1萬5000人。平均海拔2500公尺以上。北面與西藏仲巴县和萨嘎县接壤。

## 歷史
木斯塘古代曾是独立的木斯塘王国，又称珞王国，和西藏在语言文化上都很接近。18世纪被尼泊尔吞并。王国的范围缩减到木斯塘北端珞城（藏語：ལོ་སྨོན་ཐང，威利转写：lo smon thang）周围的地区，一度是尼泊尔境内唯一的自治王國。2008年10月7日，尼泊尔聯邦民主共和国政府廢除了木斯塘王国。

## 居民
莫斯坦居民多屬於藏族。它現在仍保留西藏的傳統文化與宗教，據說它就正是西藏文化的發祥地。

## 旅游業
它於1992年才開放給外國遊客，所以當地人的生活習慣，還停留在幾百年前。在前往莫斯坦途中，遊人將會經過世界最深的峽谷而步行往卡格（Kag）。

木斯塘 - Mustang
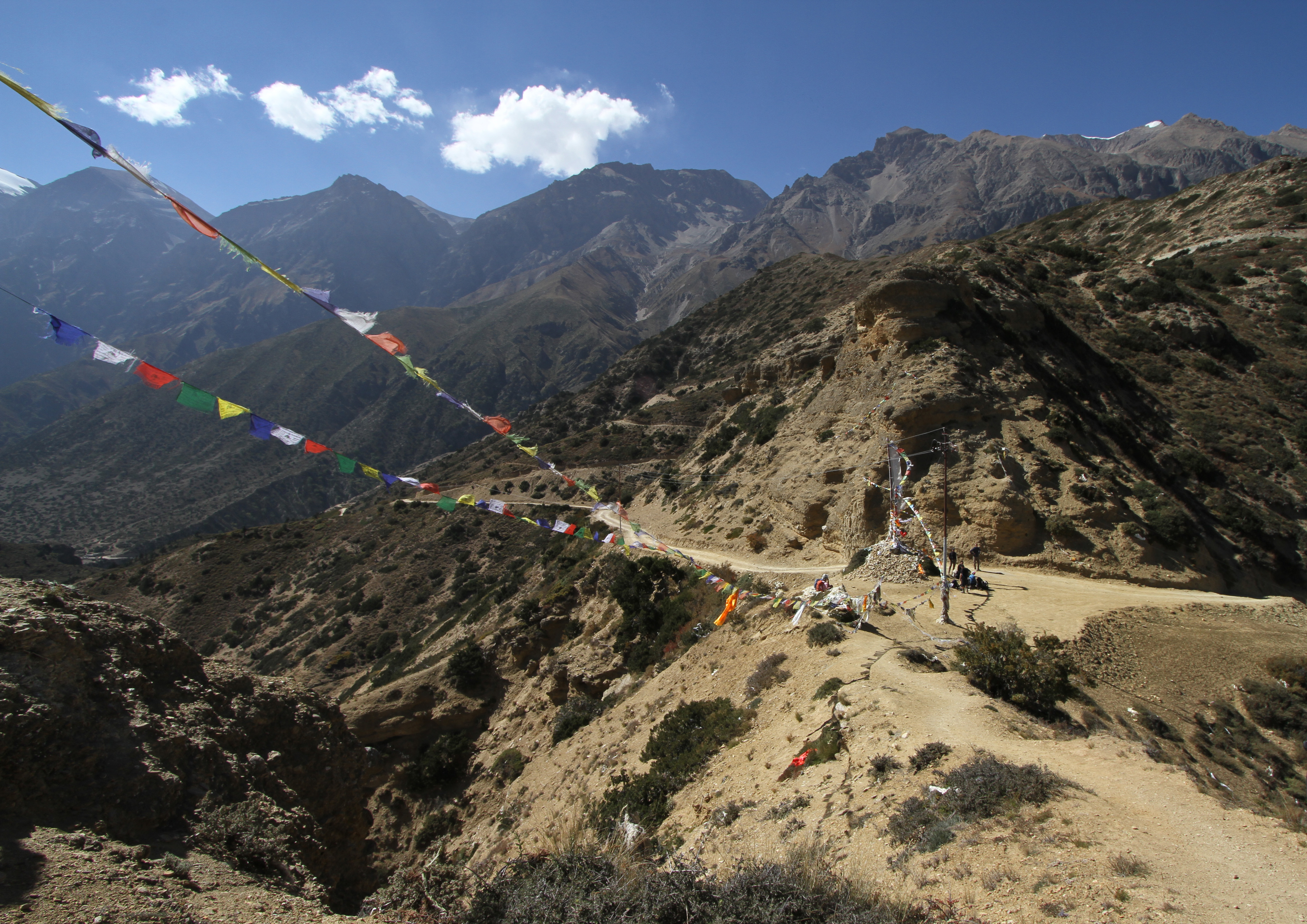
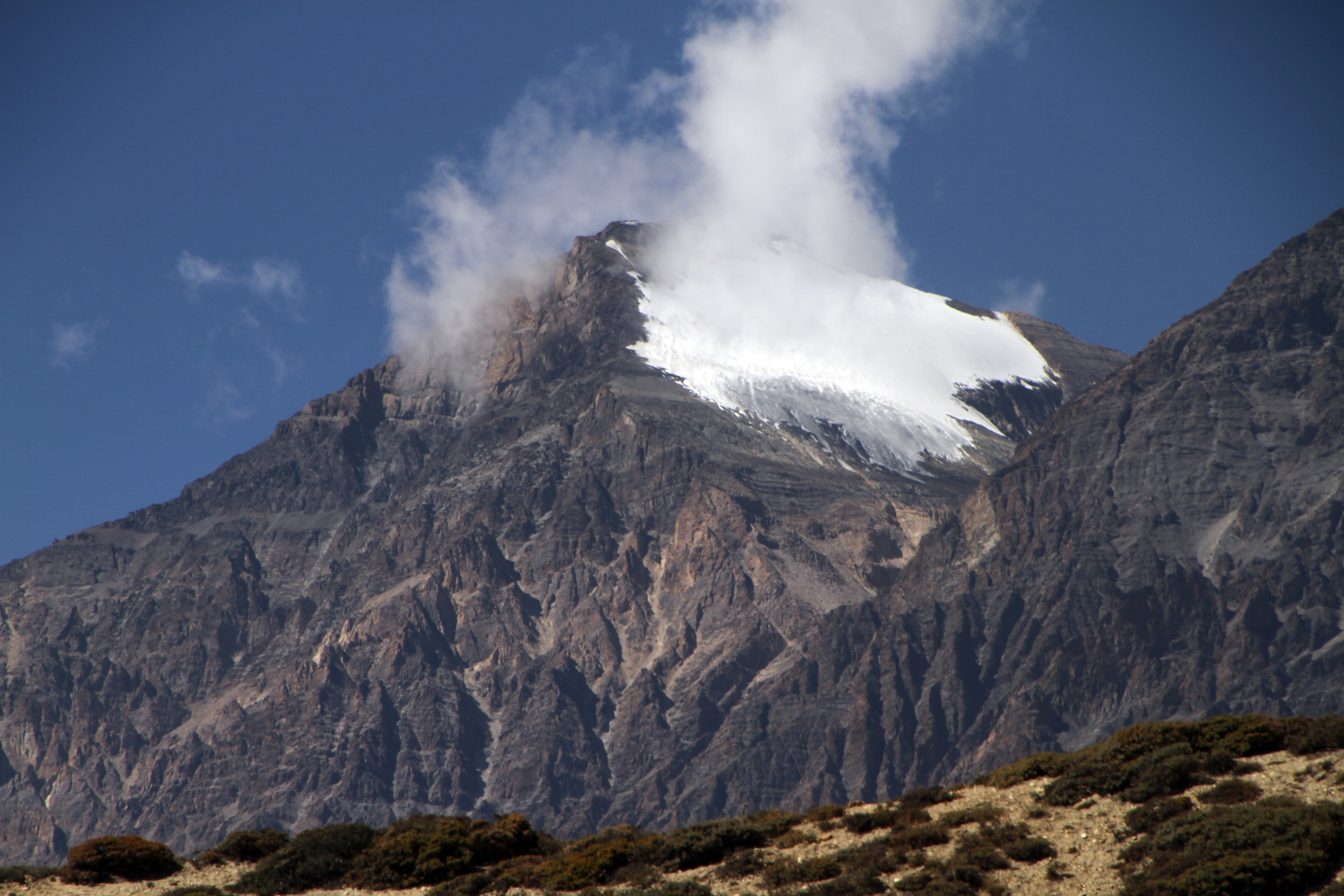
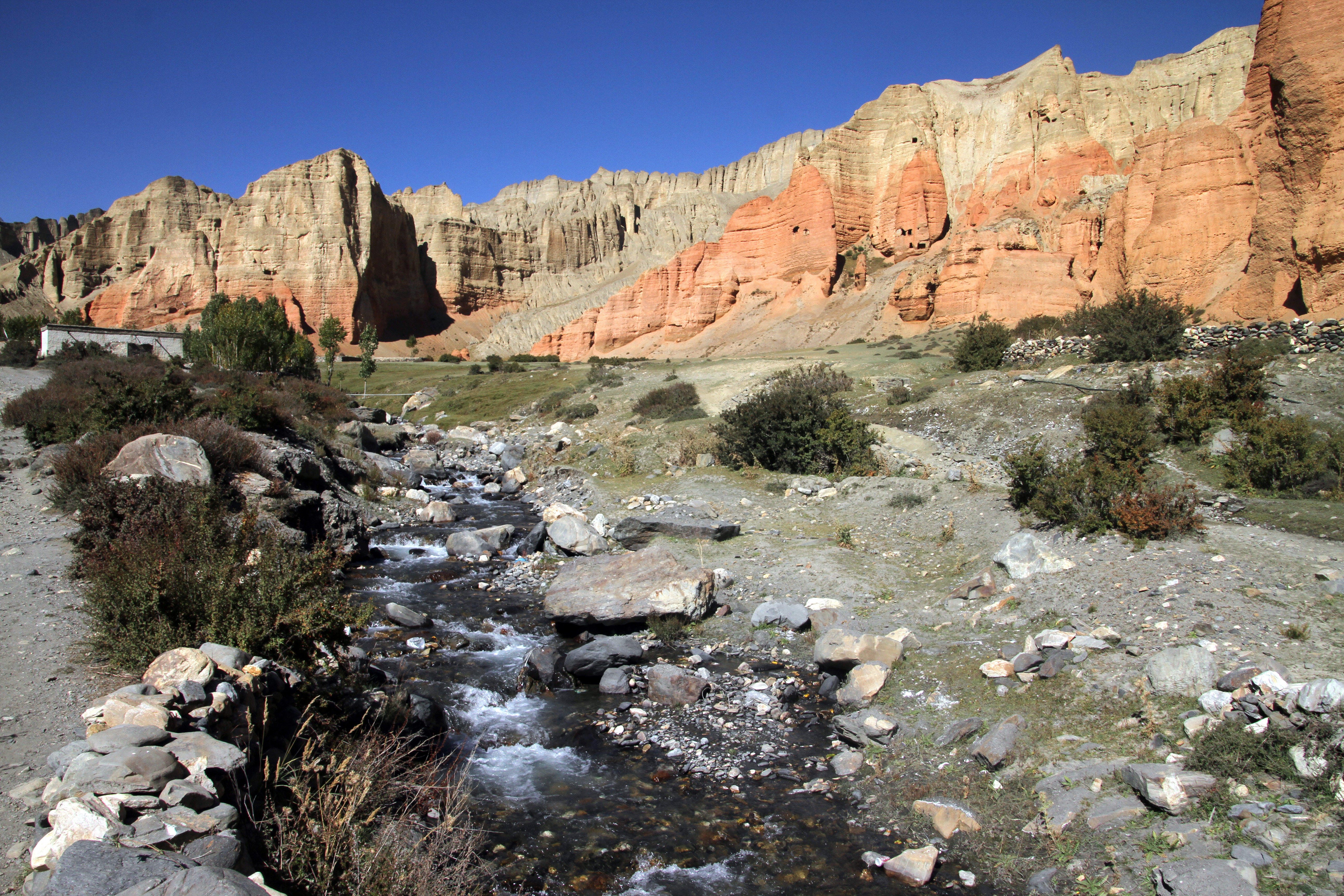
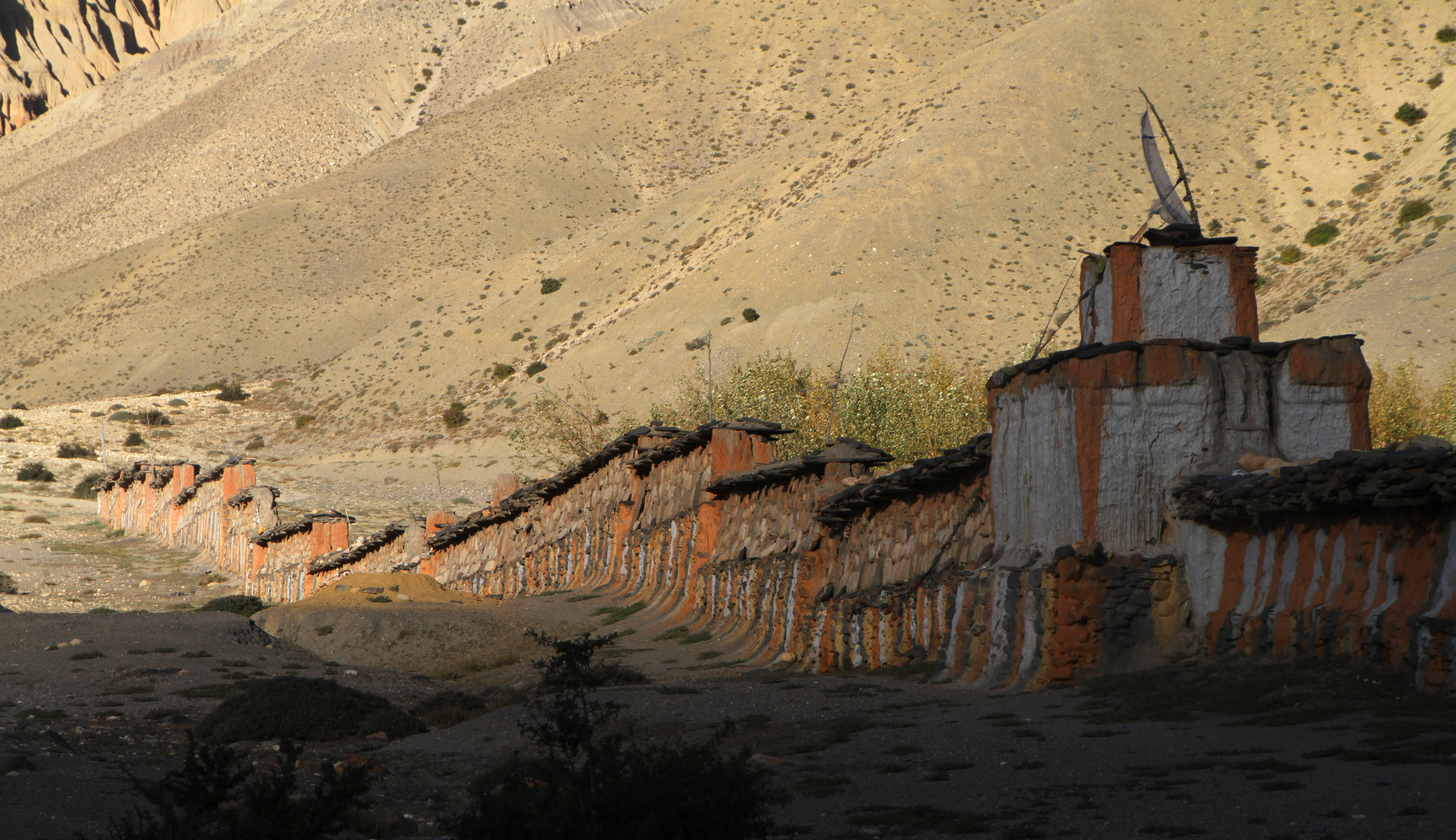
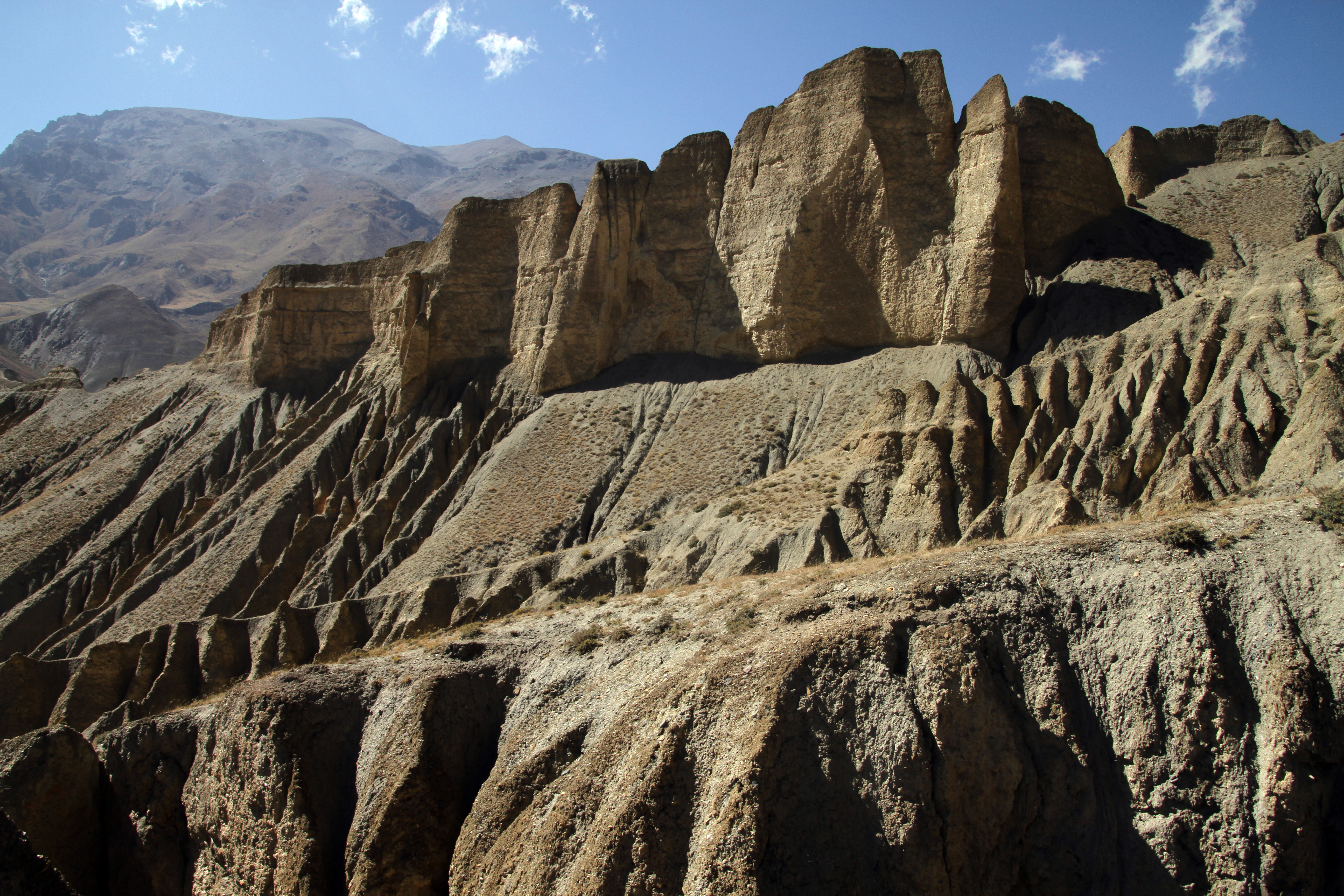
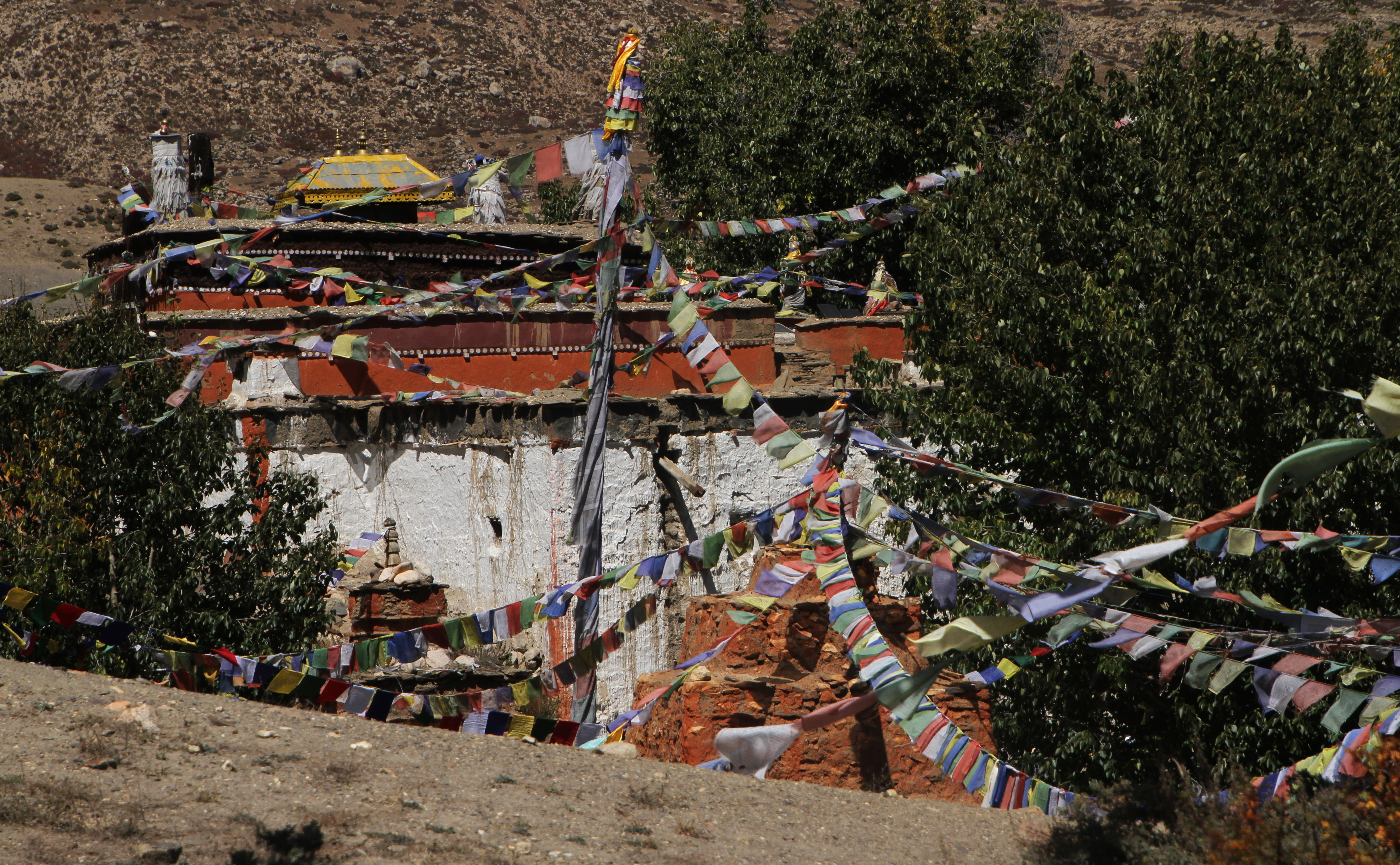
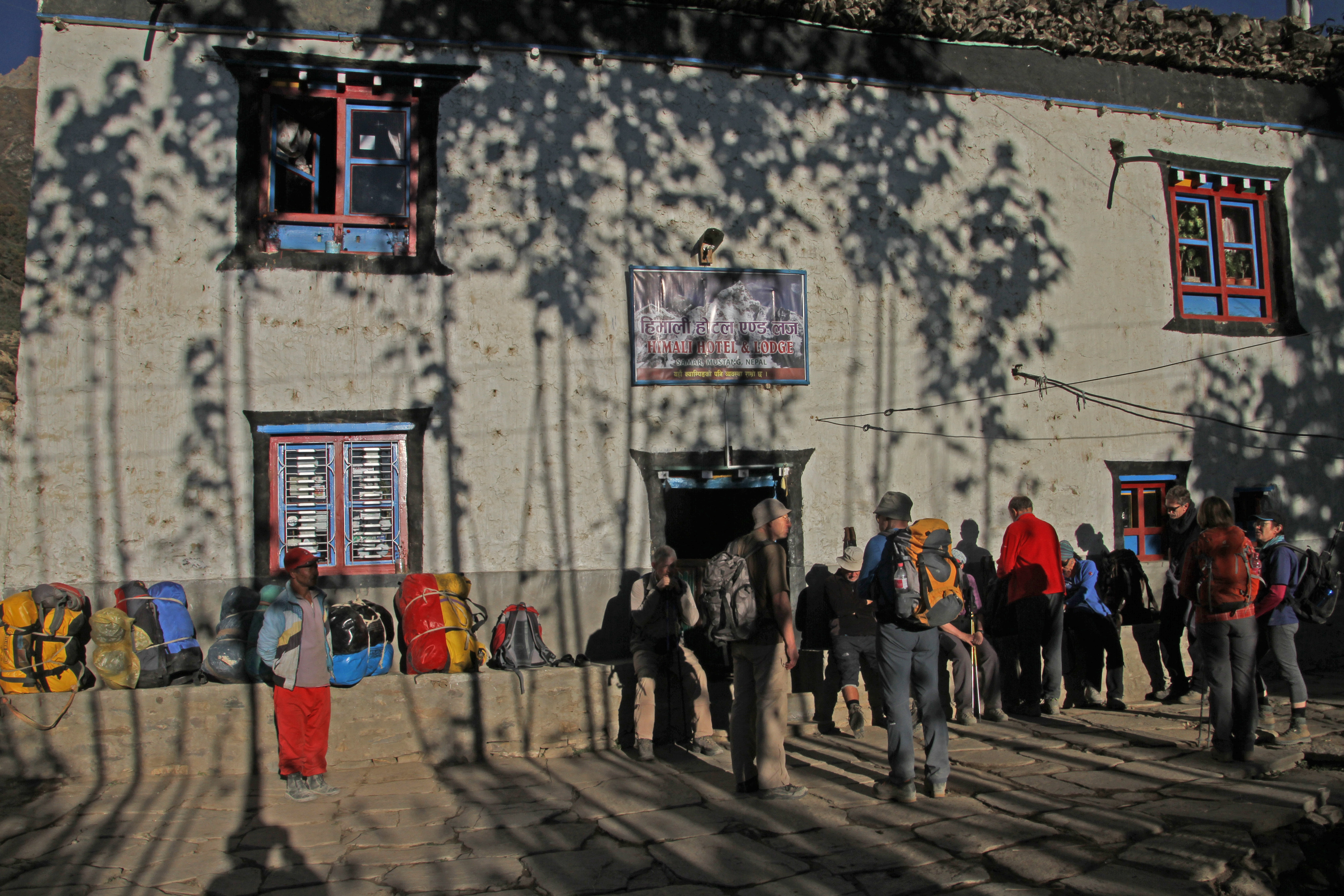
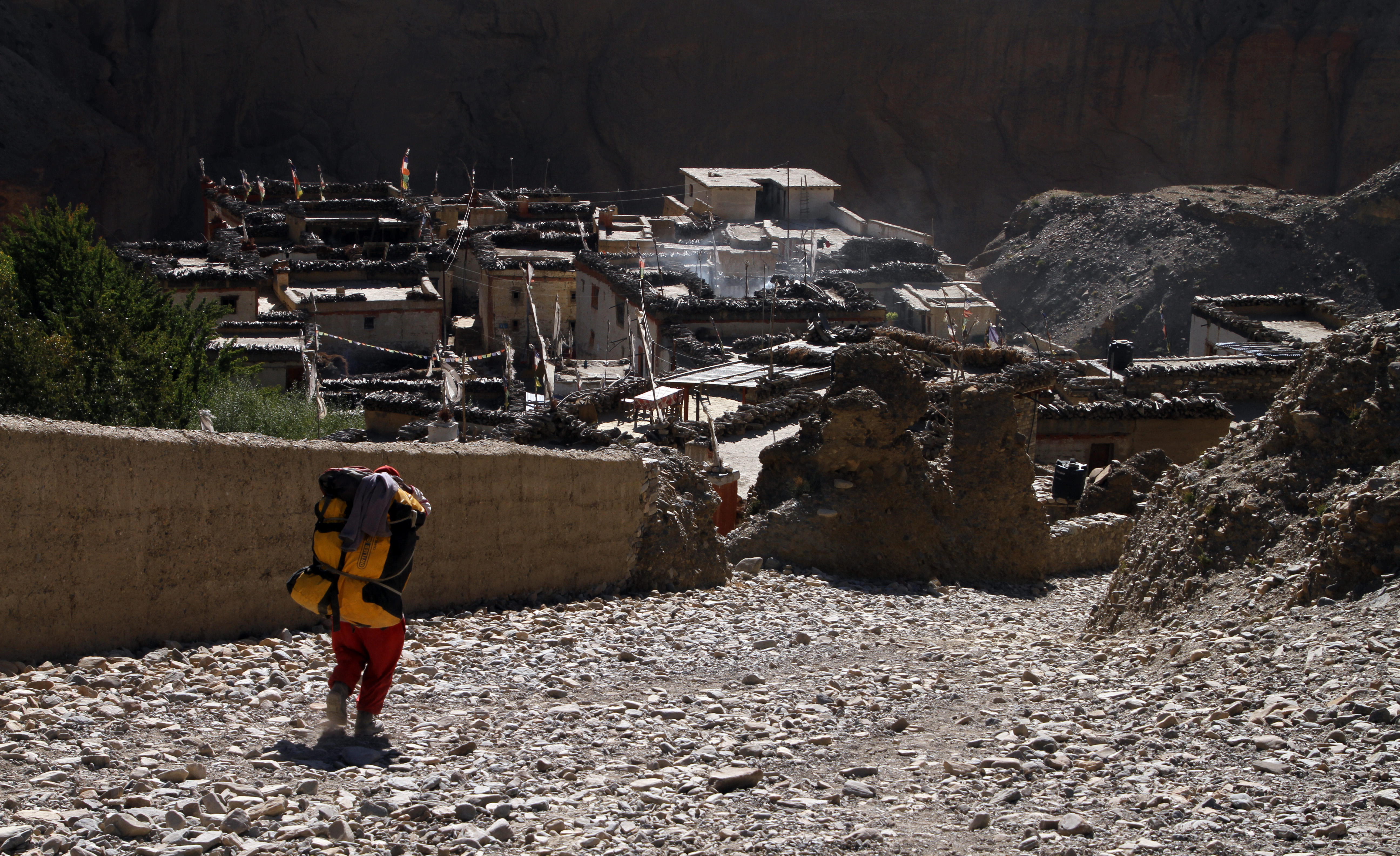

## 外部連結
- . Statoids.

Template:Mustang District
28°47′0″N 83°43′50″E / 28.78333°N 83.73056°E
1. 1 2 3  .   [2025-05-31]. （原始内容存档于2020-09-23）.